# Clorambucilo
El clorambucilo es un fármaco alquilante que se ha empleado para el tratamiento de diferentes tipos de cáncer. Actualmente su indicación principal es la leucemia linfática crónica. Pertenece a la familia farmacológica de los agentes alquilantes, los cuales actúan sobre el ADN e impiden la multiplicación de las células malignas.
Se administra por vía oral.

## Indicaciones
En medicina humana se ha utilizado para tratar linfomas no hodgkinianos, la macroglobulinemia de Waldeström, la policitemia vera y el cáncer de ovario. También se ha empleado como agente inmunosupresor para varias enfermedades autoinmunes y de origen inflamatorio como el síndrome nefrótico. Actualmente su uso principal es el tratamiento de la leucemia linfática crónica. Es bien tolerado por la mayor parte de los pacientes, sin embargo ha sido reemplazado por otros fármacos como la fludarabina en pacientes jóvenes.
En el año 2021 se aprobó el primer medicamento con clorambucilo para uso veterinario (ONCOVET CL), de Laboratorio Chemovet (Argentina). En medicina veterinaria esta indicado para el tratamiento de pacientes con cáncer y enfermedades inmunomediadas. El clorambucilo se utiliza en caninos principalmente para el tratamiento de pacientes oncológicos que padecen linfomas, leucemia linfocítica crónica, timoma, neoplasias de glándulas salivares, mastocitomas, mieloma multiple, adenocarcinoma ovárico, carcinoma de células tradicionales de vejiga, y para enfermedades inmunomediadas tales como enteropatía crónica inmunomediada, enfermedad intestinal inflamatoria, policitemia vera y macroglobulinemia, glomerulonefritis autoinmune, pénfigo foliáceo y miastenia gravis y en felinos con enfermedades oncológicas en linfoma, leucemia y afeccciones inmunomediadas tales como pénfigo foliáceo, complejo pénfigo, enfermedad de Bowel, peritonitis infecciosa, anemia inmunomediada y prurito idiopático.

## Forma de administración y dosis
Se presenta en forma de comprimidos de 2 mg. La dosis habitual oscila entre 0.1 y 0.2 mg por kg de peso y día. Precisa controles sanguíneos periódicos para vigilar el nivel de leucocitos circulantes, en caso de que su número disminuya en exceso puede ser necesario interrumpir el tratamiento o disminuir la dosis.

## Efectos secundarios
Los efectos secundarios más frecuentes del clorambucilo derivan de su acción inhibidora sobre la formación de células sanguíneas por la médula ósea, lo cual ocasiona anemia, leucopenia y trombopenia, esta última puede producir hemorragias en diversas partes del organismo. También puede causar náuseas, vómitos y erupciones cutáneas.
Como todos los agentes alquilantes, actúa sobre el ADN celular y aumentan la probabilidad de que aparezcan varios tipos de cáncer. A pesar de ello los beneficios que reporta su utilización son muy superiores a los riesgos potenciales.

## Polémica por la subida de precio
La decisión de la compañía sudrafricana Aspen Pharmacare de subir el precio de varios medicamentos, entre ellos el clorambucilo, está siendo investigado por la Comisión Europea (2018) ya que la empresa farmacéutica obliga a los hospitales españoles a comprarle los fármacos en el extranjero hasta 30 veces más caros. Esta situación es similar a la que se está produciendo en otros países. El clorambucilo es un fármaco huérfano (no hay sustituto similar) y la empresa, para conseguir sus propósitos, ha destruido lotes enteros para provocar el desabastecimiento y la justificación de una subida de precio que no responde ni a los costes de producción ni de investigación. Aspen habría comprado varios medicamentos en 2009 a GlaxoSmithKline. Según uno de sus responsables Aspen no investiga, solamente gestiona la producción y venta para lograr mayores beneficios.

## Uso veterinario
En el año 2021 se aprobó el primer medicamento con clorambucilo para uso veterinario (ONCOVET CL), de Laboratorio Chemovet (Argentina). En medicina veterinaria esta indicado para el tratamiento de pacientes con cáncer y enfermedades inmunomediadas. El clorambucilo se utiliza en caninos principalmente para el tratamiento de pacientes oncológicos que padecen linfomas, leucemia linfocítica crónica, timoma, neoplasias de glándulas salivares, mastocitomas, mieloma múltiple, adenocarcinoma ovárico, carcinoma de células tradicionales de vejiga, y para enfermedades inmunomediadas tales como enteropatía crónica inmunomediada, enfermedad intestinal inflamatoria, policitemia vera y macroglobulinemia, glomerulonefritis autoinmune, pénfigo foliáceo y miastenia gravis; y en felinos con enfermedades oncológicas en linfoma, leucemia y afeccciones inmunomediadas tales como pénfigo foliáceo, complejo pénfigo, enfermedad de Bowel, peritonitis infecciosa, anemia inmunomediada y prurito idiopático.